# Simone Barone
Simone Barone (30. duben 1978, Nocera Inferiore, Itálie) je italský fotbalový trenér a bývalý fotbalový záložník.
S italskou reprezentaci, vyhrál MS 2006.

## Klubová kariéra
Vyrůstal v mládežnickém sektoru Parmy. První zápasy mezi dospělými odehrál v sezoně 1996/97. V letech 1998 až 2000 byl posílán na hostování. Nejprve byl v Padově a poté Alzano Virescit. Až v klubu Chievo se začal prosazovat. Po návratu do Parmy se usadil v sestavě a odehrál v klubu dvě sezony.
V červenci 2004 jej koupilo Palermo. Za klub odehrál dvě skvělé sezony. hrál i v evropských pohárech. V roce 2006 jej koupil Turín za který hrál tři sezony do roku 2009 když s klubem sestoupil. On však na následující sezonu 2009/10 přestoupil do Cagliari, kde odehrál 16 utkání a po sezoně s ním klub zrušil smlouvu. Poslední angažmá měl v sezoně 2011/12 v druholigovém Livornu. Po sezoně ukončil fotbalovou kariéru a začal se věnovat trenéřině. Věnoval se spíše mládeži a od února 2022 je technickým ředitelem Salernitany.

## Přestupy
- Parma – Palermo za 5 000 000 Euro
- Palermo – Turín za 4 100 000 Euro
- Turín – Cagliari za 1 000 000 Euro

## Hráčská statistika
| Sezóna  | Klub            | Liga     | Liga   | Liga | Národní poháry | Národní poháry | Národní poháry | Kontinentální poháry | Kontinentální poháry | Kontinentální poháry | Celkem | Celkem |
| Sezóna  | Klub            | Soutěž   | Zápasy | Góly | Soutěž         | Zápasy         | Góly           | Soutěž               | Zápasy               | Góly                 | Zápasy | Góly   |
| ------- | --------------- | -------- | ------ | ---- | -------------- | -------------- | -------------- | -------------------- | -------------------- | -------------------- | ------ | ------ |
| 1995/96 | Parma           | Serie A  | 0      | 0    | IP+IS          | 0+0            | 0              | PVP                  | 0                    | 0                    | 0      | 0      |
| 1996/97 | Parma           | Serie A  | 2      | 0    | IP             | 0              | 0              | UEFA                 | 0                    | 0                    | 2      | 0      |
| 1997/98 | Parma           | Serie A  | 0      | 0    | IP             | 0              | 0              | LM                   | 0                    | 0                    | 0      | 0      |
| 1998/99 | Padova          | Serie C1 | 28     | 4    | IP             | 2              | 0              | -                    | 0                    | 0                    | 30     | 4      |
| 1999/00 | Alzano Virescit | Serie B  | 27     | 1    | IP             | 5              | 0              | -                    | 0                    | 0                    | 32     | 1      |
| 2000/01 | Chievo          | Serie B  | 31     | 4    | IP             | 0              | 0              | -                    | 0                    | 0                    | 31     | 4      |
| 2001/02 | Chievo          | Serie A  | 16     | 0    | IP             | 2              | 0              | -                    | 0                    | 0                    | 18     | 0      |
| 2002/03 | Parma           | Serie A  | 29     | 1    | IP+IS          | 2+1            | 0              | UEFA                 | 2                    | 0                    | 34     | 1      |
| 2003/04 | Parma           | Serie A  | 33     | 3    | IP             | 2              | 0              | UEFA                 | 4                    | 0                    | 39     | 3      |
| 2004/05 | Palermo         | Serie A  | 35     | 2    | IP             | 3              | 0              | -                    | 0                    | 0                    | 38     | 2      |
| 2005/06 | Palermo         | Serie A  | 36     | 3    | IP             | 5              | 0              | UEFA                 | 7                    | 0                    | 48     | 3      |
| 2006/07 | Turín           | Serie A  | 33     | 0    | IP             | 2              | 0              | -                    | 0                    | 0                    | 35     | 0      |
| 2007/08 | Turín           | Serie A  | 22     | 1    | IP             | 3              | 1              | -                    | 0                    | 0                    | 25     | 2      |
| 2008/09 | Turín           | Serie A  | 27     | 1    | IP             | 2              | 1              | -                    | 0                    | 0                    | 29     | 2      |
| 2009/10 | Cagliari        | Serie A  | 16     | 0    | IP             | 1              | 0              | -                    | 0                    | 0                    | 17     | 0      |
| 2011/12 | Livorno         | Serie B  | 20     | 2    | IP             | 1              | 0              | -                    | 0                    | 0                    | 21     | 2      |
| Celkově | Celkově         | Celkově  | 355    | 22   | -              | 31             | 2              | -                    | 13                   | 0                    | 399    | 24     |

## Reprezentační kariéra
Za reprezentaci odehrál 16 utkání a vstřelil jednu branku. První utkání odehrál ve věku 26 let 18. února 2004 proti Česku (2:2). Až za nového trenéra Lippiho se začal více objevovat v nominacích a odehrál i některé zápasy. Dostal se do nominace na MS 2006, kde odehrál dva zápasy jako náhradník. Z turnaje si odvezl zlato. Poté se již v reprezentaci neobjevil.

### Statistika na velkých turnajích
| Reprezentace | Rok     | Zápasy             | Zápasy | Zápasy   | Zápasy           | Zápasy           | Zápasy   |
| Reprezentace | Rok     | Fáze turnaje       | Datum  | Soupeř   | Odehraných minut | Vstřelené branky | Výsledek |
| ------------ | ------- | ------------------ | ------ | -------- | ---------------- | ---------------- | -------- |
| Itálie       | MS 2006 | 3 zápas ve skupině | 22. 6. | Česko    | 16               | 0                | 2:0      |
| Itálie       | MS 2006 | Čtvrtfinále        | 30. 6. | Ukrajina | 22               | 0                | 3:0      |

## Hráčské úspěchy

### Reprezentační
- 1× na MS (2006 - zlato)

### Vyznamenání
Zlatý límec za sportovní zásluhy (23. 10. 2006)  

 Řád zásluh o Italskou republiku (12. 12. 2006) z podnětu Prezidenta Itálie 